# Waterstofbromide
Waterstofbromide is een anorganische verbinding van waterstof en broom, met als brutoformule HBr. In zuivere toestand is het een uiterst corrosief kleurloos gas met een indringende zure geur, dat zeer goed oplosbaar is in water. Een oplossing van waterstofbromide in water wordt broomwaterstofzuur genoemd en is eveneens uiterst corrosief. Dit is de vorm waaronder waterstofbromide ook commercieel wordt verhandeld.

## Synthese

### Industriële synthese
Waterstofbromide wordt op een veel kleinere schaal geproduceerd dan het vergelijkbare waterstofchloride. De meest toegepaste reactie is de directe combinatie van waterstofgas en dibroom bij temperaturen tussen 200 en 400 °C:
{\displaystyle {\ce {H2 + Br2 -> 2HBr}}}
Deze reactie wordt gekatalyseerd door platina of asbest.

### Laboratoriumsynthese
Hoewel waterstofbromide commercieel verhandeld wordt, kan het ook in het laboratorium in situ gevormd worden. Een veel toegepaste methode is de reactie van een waterige oplossing van natrium- of kaliumbromide met fosforzuur of verdund zwavelzuur:
{\displaystyle {\ce {2KBr + H2SO4 -> K2SO4 + 2HBr}}}
Het gevormde waterstofbromide kan worden overgedestilleerd en afgevangen worden in water. Het gebruik van verdund zwavelzuur is noodzakelijk, omdat anders oxidatie van het gevormde waterstofbromide tot dibroom optreedt:
{\displaystyle {\ce {2HBr + H2SO4 -> Br2 + SO2 + 2H2O}}}
Waterstofbromide kan ook bereid worden door de reactie van dibroom met zwavel en water:
{\displaystyle {\ce {2Br2 + S + 2H2O -> 4HBr + SO2}}}
Een vergelijkbare reactie is de reductie met fosforigzuur:
{\displaystyle {\ce {Br2 + H3PO3 + H2O -> 2HBr + H3PO4}}}

## Eigenschappen
Waterstofbromide is bij kamertemperatuur een gas, maar het wordt vrijwel uitsluitend toegepast als waterige oplossing. De oplosbaarheid van waterstofbromide in water is relatief groot (wegens de polariteit van de binding). Bij kamertemperatuur bedraagt het gewichtspercentage van de meest geconcentreerde oplossing 68,85%. Een waterige oplossing met een gewichtspercentage van 47,6% vormt een omgekeerde azeotroop, die kookt bij 124,3 °C.
De oplosbaarheid kan verklaard worden door de zuur-basereacties die optreden wanneer waterstofbromide en water met elkaar in contact worden gebracht:
{\displaystyle {\ce {HBr + H2O -> H3O+ + Br-}}}
Water, dat met een pKa van 16 een veel minder sterk zuur is dan waterstofbromide, wordt geprotoneerd tot het hydroxonium-ion. Een gelijkaardige reactie is deze met alcoholen, zoals methanol:
{\displaystyle {\ce {HBr + CH3OH -> CH3OH2+ + Br-}}}
Een geconcentreerde oplossing van waterstofbromide is een sterk anorganisch zuur dat in tegenstelling tot salpeterzuur of zwavelzuur geen sterke oxidator is.

## Toepassingen en reacties
Waterstofbromide wordt veel gebruikt in verschillende processen en synthesen. Een alcohol kan worden omgezet tot het corresponderende alkylbromide via een dehydratie:
{\displaystyle {\ce {R-OH + HBr -> R-Br + H2O}}}
Waterstofbromide addeert aan de dubbele binding in alkenen, waarbij een broomalkaan ontstaat. De regioselectiviteit van de additie wordt bepaald door de regel van Markovnikov:
Een vergelijkbare additie wordt waargenomen bij alkynen: daarbij wordt een broomalkeen gevormd. Verdere additie is mogelijk.
Daarnaast wordt waterstofbromide ook gebruikt bij de opening van epoxiden (via een SN1-mechanisme) en lactonen. Waterstofbromide is ook in staat verschillende reacties te katalyseren, zoals bijvoorbeeld de ketonhalogenering.
In combinatie met N-broomsuccinimide wordt in situ dibroom gevormd, dat vervolgens gebruikt kan worden bij een organische synthese.